# Gastrotheca atympana
Espèce
Statut de conservation UICN

 VU D2 : Vulnérable
Gastrotheca atympana est une espèce d'amphibiens de la famille des Hemiphractidae.

## Répartition
Cette espèce est endémique de la région de Junín au Pérou. Elle se rencontre dans la province de Tarma vers 1 540 m d'altitude dans la vallée du río Chanchamayo.

## Description
Le mâle holotype mesure 46,7 mm.

## Publication originale
- Duellman, Lehr, Rodríguez & von May, 2004 : Two new species of marsupial frogs (Anura: Hylidae: Gastrotheca) from the Cordillera Oriental in central Peru. Scientific Papers Natural History Museum the University of Kansas, vol. 2004, no 32, p. 1-10 (texte intégral).